# 亞果遊艇集團
亞果遊艇集團（英語：ARGO Yacht Club），正式名稱為亞果遊艇開發股份有限公司，是於2014年成立的臺灣第一家豪華遊艇公司，位於臺北市及臺中市皆有辦公室，於臺南、高雄、澎湖皆有遊艇碼頭。提供遊艇船位租賃、遊艇和帆船買賣。

## 服務據點

### 安平亞果遊艇碼頭
位於臺南市安平區新港路二段777號，同時也是總公司所在地。2017年11月16日由亞果遊艇集團取得興建資格，共12.7公頃的陸域和水域，已於2018年底完工。

### 亞灣遊艇碼頭
位於高雄市前鎮區成功二路39之1號，近高雄展覽館，於2015年3月正式營運。

### 澎湖亞果遊艇碼頭
位於澎湖縣馬公市海安街1號，由馬公第一漁港轉型，於2017年6月完工啟用，提供55個遊艇泊位。